# Pogonosoma
Pogonosoma is een vliegengeslacht uit de familie van de roofvliegen (Asilidae).

## Soorten
- P. albopilosum Meijere, 1913
- P. arachnoides Bigot, 1878
- P. beccarii Rondani, 1875
- P. bleekeri (Doleschall, 1858)
- P. cedrusa Ricardo, 1927
- P. crassipes (Fabricius, 1805)
- P. cyanogaster Bezzi, 1916
- P. dorsatum (Say, 1824)
- P. funebris Hermann, 1914
- P. lugens Loew, 1873
- P. maroccanum (Fabricius, 1794)
- P. minor Loew, 1869
- P. ridingsi Cresson, 1920
- P. semifuscum Wulp, 1872
- P. stigmaticum Wulp, 1872
- P. stricklandi Adisoemart, 1967
- P. unicolor Loew, 1873
- P. walkeri Daniels, 1989